# Ampang Tulak Tapan
Ampang Tulak Tapan is een bestuurslaag in het regentschap Zuid-Pesisir van de provincie West-Sumatra, Indonesië. Ampang Tulak Tapan telt 2612 inwoners (volkstelling 2010).